# Flagge des Tschad
Die Flagge der Republik Tschad wurde am 6. November 1959 eingeführt, nachdem das Land autonom geworden war.

## Beschreibung und Bedeutung
Die Nationalflagge ist eine Kombination aus der französischen Trikolore und den panafrikanischen Farben: eine vertikale Trikolore mit (von links nach rechts) einem blauen, einem gelben und einem roten Feld. 
Das Blau symbolisiert den klaren Himmel, Hoffnung und den südlichen Teil des Landes. Der gelbe Teil steht für die zahlreichen Wüsten im Norden des Landes und die Sonne. Das Rot symbolisiert Fortschritt, Einheit und die Bereitschaft der Bürger, sich für das Land zu opfern. 

### Farben
Seit Rumänien 1989 sein sozialistisches Staatswappen aus der Flagge entfernte, haben beide Länder Nationalflaggen mit den gleichen Farben und dem gleichen Seitenverhältnis (2:3) sowie mit derselben Anordnung der Farben. Der einzige und auf den ersten Blick kaum erkennbare Unterschied liegt im Farbton des blauen Streifens. Während die Flagge Rumäniens einen mittelblauen Ton hat, übernahm der Tschad den sehr dunklen Blauton der ehemaligen Kolonialmacht Frankreich. Die bürgerliche Flagge Andorras hat neben einem anderen Farbton ein anderes Seitenverhältnis; des Weiteren ist bei ihr der mittlere Streifen etwas breiter als die beiden äußeren. Die Flagge der Republik Moldau führt außerdem das Staatswappen des Landes.
| System            | Blau     | Gelb      | Rot       |
| ----------------- | -------- | --------- | --------- |
| RGB               | 0-37-105 | 255-206-0 | 210-16-52 |
| Hexadezimalformat | #002664  | #FECB00   | #C60C30   |
| Pantone®          | 281c     | 116c      | 186c      |